# Configuració coorbital
En astronomia, una configuració coorbital és una configuració de dos o més objectes astronòmics (com asteroides, llunes, o planetes) orbitant a aquest, o molt similar, la distància de la seva primària, és a dir, que estan en un 1:1 de la ressonància mitjana de moviment (o 1: -1 si orbita en direccions oposades)
Hi ha diverses classes d'objectes coorbitals, que depenen del seu punt de libració. La classe més comuna i més coneguda és el troià, el qual allibera al voltant d'un dels dos punts de Lagrange estables (punts troians), L4 i L5, 60° al capdavant i darrere del cos més gran respectivament. Una altra classe és l'òrbita de ferradura, en el qual els objectes alliberen al voltant de 180° del cos més gran. Els objectes alliberadors al voltant 0° és són anomenats quasi-satèl·lits.
Una òrbita de canvi es produeix quan dos objectes coorbitals són de masses similars i, per tant, exerceixen una influència no menyspreable sobre l'altra. Els objectes poden intercanviar semieixos majors o excentricitats quan s'acosten entre si.

## Paràmetres
Els paràmetres orbitals que s'utilitzen per descriure la relació dels objectes coorbitals són la diferència de la longitud de la periàpside diferència i la diferència de la longitud mitjana. La longitud de la periàpside és la suma de l'anomalia mitjana {\displaystyle ({\lambda }=\varpi +M)} i la longitud mitjana és la suma de la longitud del node ascendent i l'argument de la periàpside {\displaystyle (\varpi =\Omega +\omega )}.

## Troians

Els punts troians són els punts marcats com a L₄ i L₅ la trajectòria orbital de l'objecte secundari (blau), al voltant de l'objecte primari (groc).

L'òrbita d'objectes troians de 60° al capdavant de (L4|L₄) o darrere (L5|₅) d'un objecte més massiu, tant dins òrbita al voltant d'un objecte central encara més massiu. L'exemple més conegut són els asteroides que orbiten per davant o per darrere de Júpiter al voltant del Sol. Els objectes troians no orbiten exactament a en qualssevol punts lagrangians, però segueixen sent relativament a prop seu, on apareixen que l'orbitin lentament. En termes tècnics,alliberen al voltant = (±60°, ±60°).{\displaystyle ({\Delta }{\lambda },{\Delta }\varpi )}. El punt al voltant del qual s'allibera, és el mateix, independentment de la seva massa o excentricitat orbital.

### Planetes menors troians
Hi ha diversos milers de planetes menors que se sap que són troians que orbiten al voltant del Sol. La majoria d'aquests orbiten al voltant dels punts de Lagrange de Júpiter, els troians de Júpiter tradicionals. A partir de 2015 també se sap que existeixen 13 troians de Neptú, 7 troians de Mart, 1 troià d'Urà 2011 QF99) i 1 troià de la Terra (2010 TK₇).

### Satèl·lits troians
El sistema saturnià conté dos conjunts de satèl·lits troians. Tant Tetis i Dione tenen dos satèl·lits troians, Telest i Calipso a Tetis a l'L4 i L5 respectivament, i Helena i Pòl·lux a Dione a L4 i L5 respectivament.
Pòl·lux és notable per la seva àmplia libració: vaga tan lluny com ±30° del seu punt lagrangià i ±2% del seu radi orbital mitjà, al llarg d'una òrbita de ferradura de 790 dies (288 vegades el del seu període orbital al voltant de Saturn, el mateix que la del Dione).

### Planetes troians
Es va proposar un parell d'exoplanetes coorbitals estaven orbirant a l'estrella Kepler-223, però més tard es va desmentir.
Es va estudiar la possibilitat d'un planeta troià a Kepler-91b però la conclusió va ser que el senyal de trànsit va ser un fals positiu.
Una possibilitat per a la zona d'habilitat és un planeta troià d'un planeta gegant estigui a prop de la seva estrella.

#### Formació del sistema Terra-Lluna
Segons la hipòtesi del gran impacte, la Lluna formada després d'una col·lisió entre dos objectes coorbitals —Teia, va pensar per tenir tingut aproximadament 10% de la massa de Terra (aproximadament tan massiu com Mart), i la proto-Terra— les òrbites del qual van ser pertorbades per altres planetes, de manera que Teia des de la seva posició de troià i va causar la col·lisió.

## Òrbites de ferradura

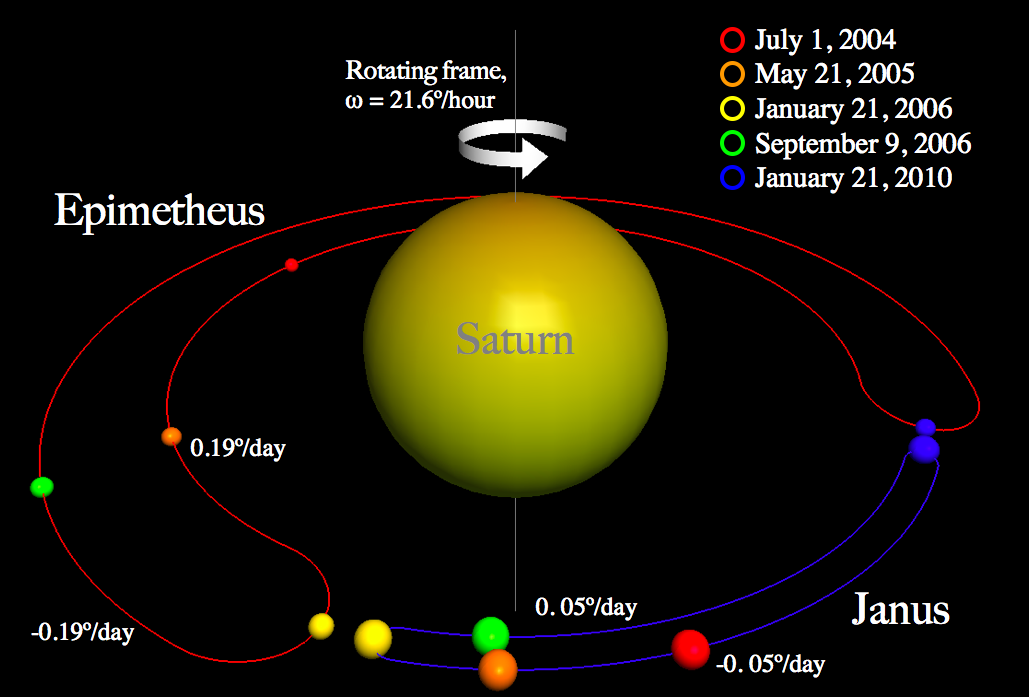
Rotating-Marc depiction de les òrbites de canvi de la ferradura de Janus i Epimetheus

Els objectes en una òrbita de ferradura alliberen al voltant de 180° des de la principal. Les seves òrbites abasten ambdós punts de Lagrange equilàters, és a dir, L₄ i L₅.

### Satèl·lits coorbitals
Els satèl·lits de Saturn Janus i Epimeteu comparteixen òrbita, la diferència en els semieixos majors que són menors que qualsevol de diàmetre mitjà. Mentre ho fa, els satèl·lits gravitacionalment tiren l'un de l'altre, augmentant el semieix major del satèl·lit que s'ha aconseguit i la disminució de la de l'altra. Això inverteix les seves posicions relatives de forma proporcional a les seves masses i fa que aquest procés comenci de nou amb els rols de les llunes invertides. En altres paraules, s'intercanvien eficaçment les òrbites, en última instància oscil·len tant sobre la seva òrbita mitjana ponderada de la massa.

### Asteroides coorbitals de la Terra
S'ha trobat un petit nombre d'asteroides que coorbiten amb la Terra. El primer d'aquests en ser descobert, és l'asteroide (3753) Cruithne, orbita al voltant del Sol amb un període de poc menys d'un any de la Terra, el que resulta en una òrbita que (des del punt de vista de la Terra) apareix com una òrbita en forma de mongeta centrada en una posició per davant de la posició de la Terra. Aquesta òrbita es mou lentament més enllà de la posició orbital de la Terra. Quan l'òrbita de Cruithne mou a una posició en la que arrossega la posició de la Terra, en lloc que el condueix, l'efecte gravitacional de la Terra augmenta el període orbital i, per tant, l'òrbita llavors es comença a retardar, tornant a la ubicació original. El cicle complet de derivació d'arrossegament de la Terra triga 770 anys, on dona lloc a un moviment en forma de ferradura que fa a la Terra.
Des de llavors s'han descobert més ressonàncies d'objectes propers a la Terra. Aquests inclouen 54509 YORP, (85770) 1998 UP1, 2002 AA29, 2010 SO16, 2009 BD, i 2015 SO₂ que existeixen en òrbites ressonants similars a Cruithne. 2010 TK7|2010 TK₇ és el primer i fins ara únic troià terrestre identificat.

## Quasi-satèl·lit
Els quasi-satèl·lits són objectes coorbitals que alliberen al voltant de 0° de la primària. Les òrbites de baixa excentricitat dels quasi-satèl·lits són molt inestables, però per a moderades a altes excentricitats aquestes òrbites poden ser estables. Des d'una perspectiva de corotació del quasi-satèl·lit sembla que gira al voltant de la principal com un satèl·lit retrògrad, tot i que a distàncies tan grans que no està vinculat gravitacionalment a aquest.

## Òrbites de canvi
A més d'intercanviar els semieixos majors com les llunes de Saturn Epimeteu i Janus, una altra possibilitat és compartir el mateix eix, però en lloc d'intercanvi de les excentricitats.